# Corendon Dutch Airlines
Corendon Dutch Airlines è una compagnia aerea charter e di linea olandese con sede a Lijnden, Haarlemmermeer. È una consociata di Corendon Airlines e Corendon Airlines Europe.

## Storia
Corendon Dutch Airlines è la filiale olandese del Gruppo Corendon che ha iniziato ad operare sotto il proprio AOC nell'aprile 2011 utilizzando un Boeing 737-800 per servire destinazioni turistiche europee dall'aeroporto di Amsterdam Schiphol e dall'aeroporto di Maastricht Aquisgrana.

## Flotta

### Flotta attuale

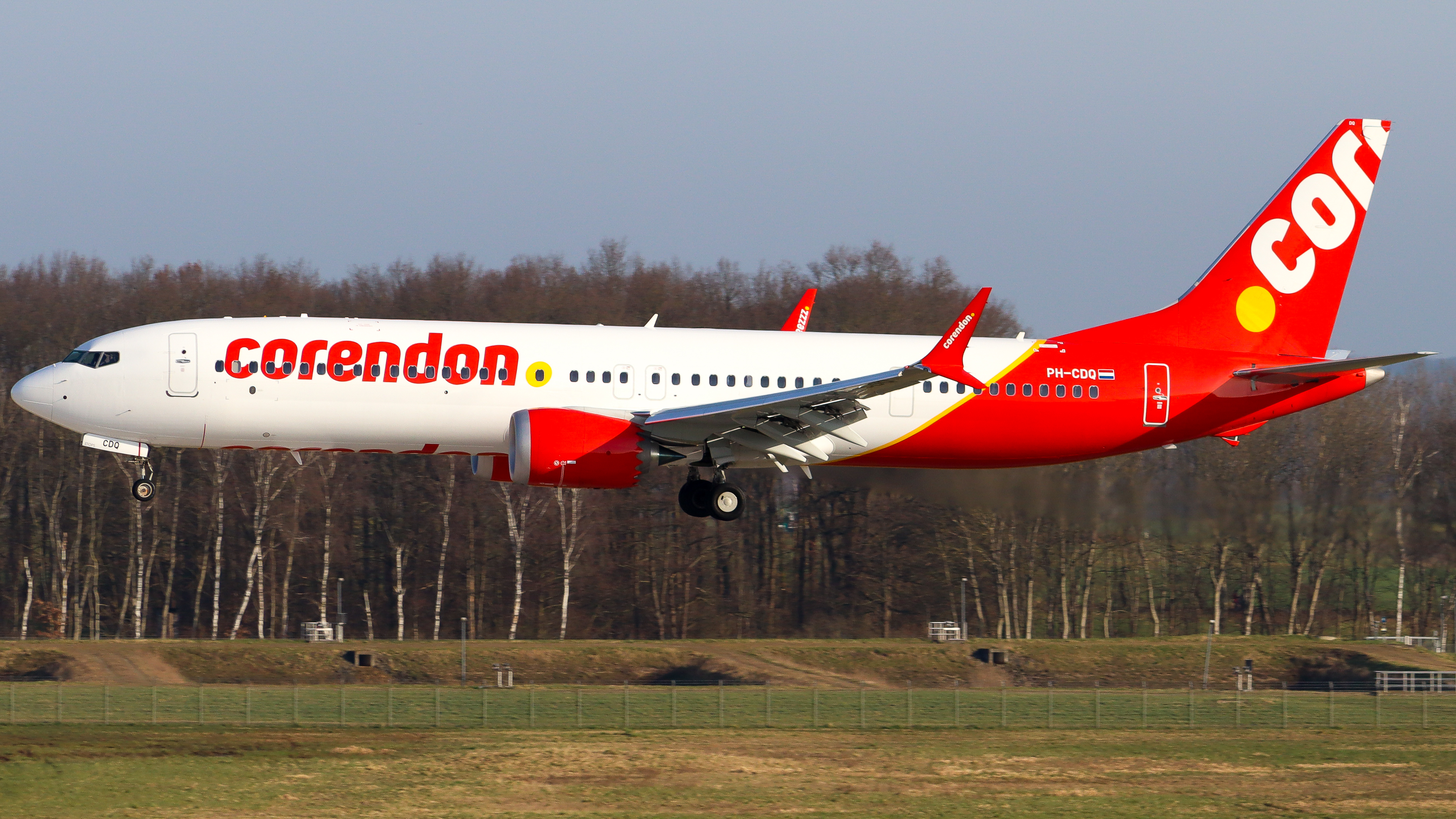
Un Boeing 737 MAX 9.

Ad ottobre 2024 la flotta di Corendon Dutch Airlines è così composta:

### Flotta storica

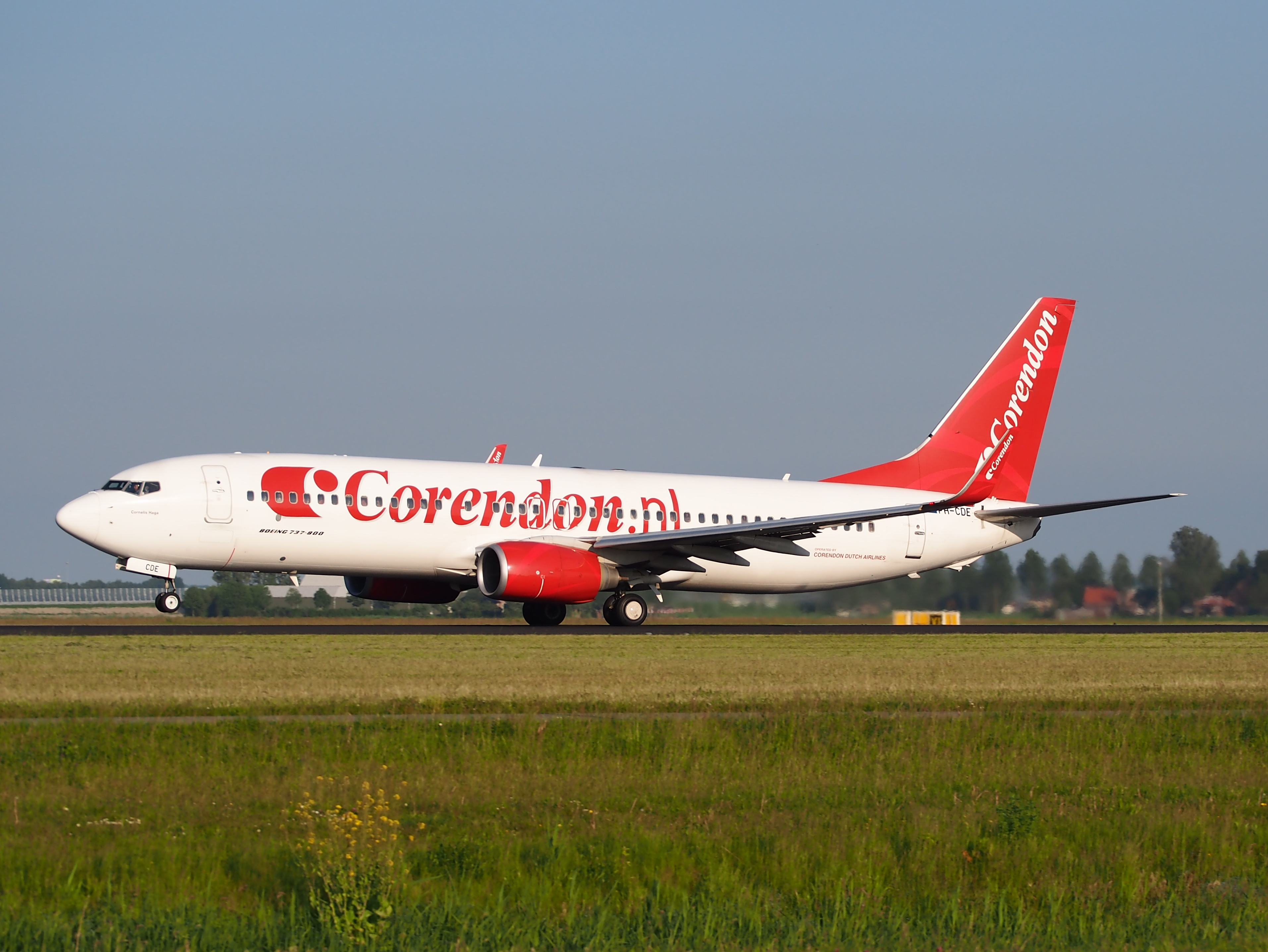
Un Boeing 737-800.

Corendon Dutch Airlines operava in precedenza con i seguenti aeromobili: